# Отношения Китая и Папуа — Новой Гвинеи
Отношения Китая и Папуа — Новой Гвинеи — двусторонние отношения между Китайской Народной Республикой и Папуа — Новой Гвинеей. Дипломатические отношения между странами были установлены в 1976 году, вскоре после обретения независимости Папуа — Новой Гвинеи от Австралии.

## История
Как и другие страны Тихоокеанского региона, Папуа — Новая Гвинея поддерживает отношения с Пекином и Тайбэем. В 1999 году премьер-министр Папуа — Новой Гвинеи Уильям Скейт признал независимость Тайваня от Китая. 7 июля 1999 года на фоне намечавшегося вынесения вотума недоверия и скандала по поводу установления дипломатических отношений с Тайванем Скейт ушёл в отставку. Следующий премьер-министр ПНГ отменил признание Тайваня.
В июле 2003 года генерал-губернатор ПНГ Силас Атопаре посетил КНР с официальным визитом, где вновь подтвердил приверженность своей страны к «политике единого Китая», а также поблагодарил правительство и народ Китая за их помощь в развитии экономики Папуа — Новой Гвинеи.
В мае 2008 года министр иностранных дел Тайваня Хуан Чжифан подал в отставку вместе с двумя другими высшими должностными лицами, после того как они выделили из бюджета страны 19 млн евро для Папуа — Новой Гвинеи с целью склонить её к дипломатическому признанию Тайваня. Этот факт вызвал возмущение общественности Китайской Республики, что привело к отставке Хуана. Министр иностранных дел Папуа — Новой Гвинеи Сэм Абал впоследствии подтвердил, что его страна не имела намерения признавать независимость Тайваня.
В мае 2008 года Вооружённые силы Папуа — Новой Гвинеи проводили совместные учения с военными КНР. До этого момента ПНГ получала военную помощь только со стороны западных стран: Австралии, Новой Зеландии и США.